# Kraljeva knjižnica Nizozemske
Kraljeva knjižnica Nizozemske (nizozemsko: Koninklijke Bibliotheek ali KB; Royal Library) je narodna knjižnica Nizozemske s sedežem v Haagu, ustanovljena leta 1798. KB zbira vse, kar je objavljeno na Nizozemskem ali se nanaša na Nizozemsko, od srednjeveške literature do današnjih publikacij. V skladiščih je shranjenih približno 7 milijonov publikacij, vključno s knjigami, časopisi, revijami in zemljevidi. KB ponuja tudi številne digitalne storitve, kot so narodna spletna knjižnica (z e-knjigami in zvočnimi knjigami), Delpher (milijoni digitaliziranih strani) in The Memory . Od leta 2015 naprej ima KB koordinira mrežo javnih knjižnic.

## Muzej literature
Muzej literature (v nizozemščini: Literatuurmuseum) je bil ustanovljen leta 1750 kot Nederlands Letterkundig Museum, Muzej vsebuje veliko zbirko pisem, rokopisov in spominkov. Muzej ima tri stalne in več začasnih razstav. V njem je tudi poseben muzej otroške knjige. 4. februarja 2016 je bil odprt spletni muzej. V muzeju je čitalnica z obsežno zbirko izrezkov iz časopisov, pod določenimi pogoji se lahko ogleda tudi arhivsko gradivo.

## Raziskave
Raziskovalni oddelek KB se ukvarja z mednarodno priznanimi raziskavami na področju digitalne tehnologije, trajnostnega ohranjanja in dostopnosti papirne in digitalne dediščine. Pomembne teme so uporabnost umetne inteligence, uporaba množičnih podatkov, večanje pomen zasebnosti in varnosti, spremembe v založništvo ter vloga javnih knjižnic v današnji družbi.